# 대한민국 법무부

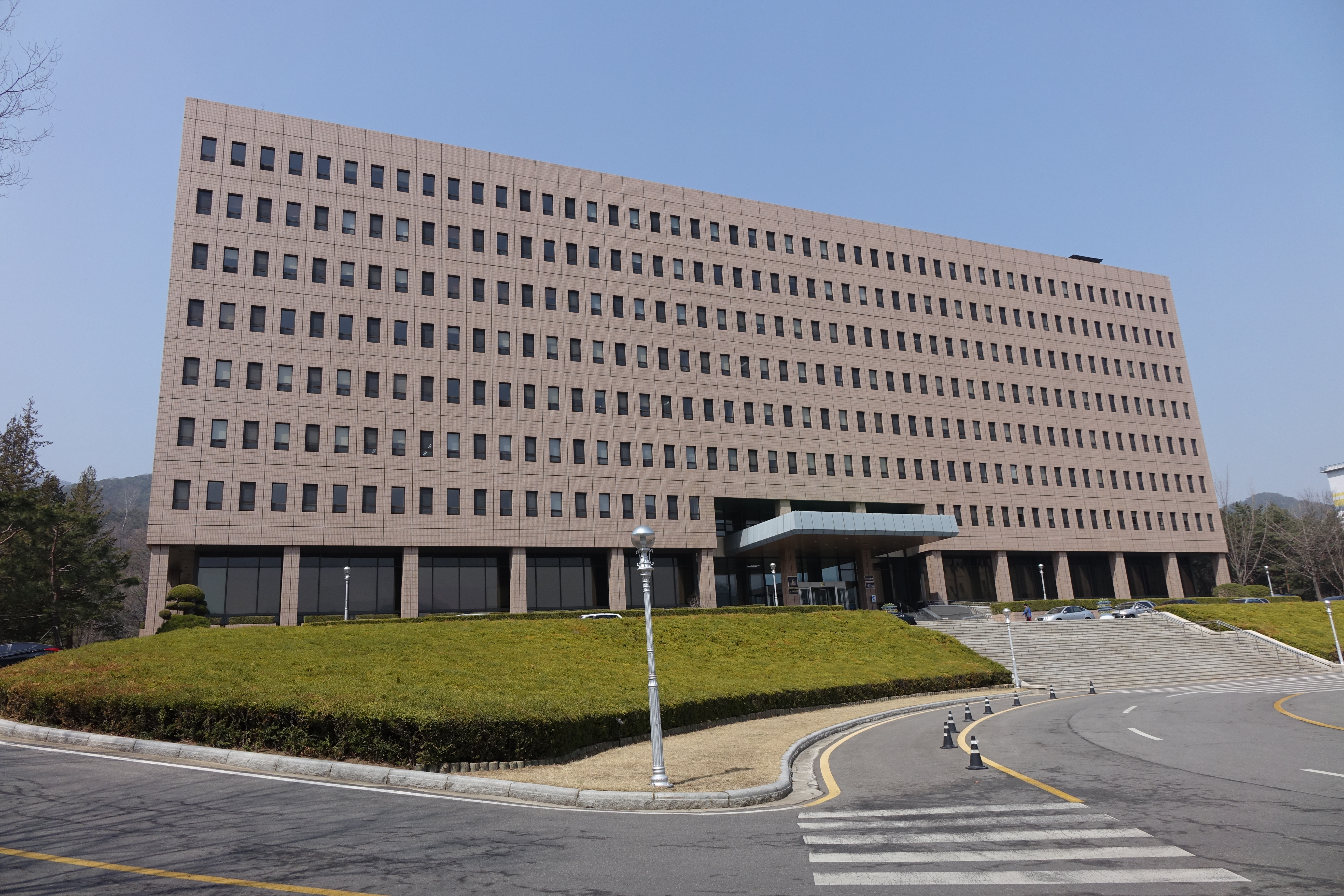
법무부 청사

법무부(法務部)는 검찰·행형·인권옹호·출입국관리 그 밖에 법무에 관한 사무를 관장하는 대한민국의 중앙행정기관이다. 장관은 국무위원으로, 차관은 정무직공무원으로 보한다.
대한민국 법무부(교도)는 대한민국 국방부(군대), 대한민국 행정안전부(경찰, 소방)와 더불어 휘하에 병력을 보유한 대한민국의 중앙행정기관이다.

## 소관 사무
- 검찰에 관한 사무
- 보호처분 및 보안관찰처분의 관리와 집행에 관한 사무
- 행형에 관한 사무
- 소년의 보호와 보호관찰에 관한 사무
- 갱생보호에 관한 사무
- 국가보안사범의 보도에 관한 사무
- 사면에 관한 사무
- 인권옹호에 관한 사무
- 북한인권기록 관련 자료의 보존·관리에 관한 사무
- 공증에 관한 사무
- 송무에 관한 사무
- 국적의 이탈과 회복에 관한 사무
- 귀화에 관한 사무
- 사법시험 및 군법무관임용시험에 관한 사무
- 법조인양성제도에 관한 연구·개선에 관한 사무
- 법무에 관한 자료조사에 관한 사무
- 대통령·국무총리와 행정 각부처의 법령에 관한 자문과 민사·상사·형사(다른 법령의 벌칙조항을 포함한다)·행정소송 및 국가배상관계법령의 해석에 관한 사항에 관한 사무
- 출입국·외국인정책에 관한 사무
- 그 밖의 일반 법무행정에 관한 사무

## 연혁
- 1948년 7월 17일: 법무부를 설치.[4]
- 1955년 2월 7일: 국무총리 소속 법제처를 법무부의 외국인 법제실로 흡수.[5]
- 1960년 7월 1일: 법제실을 국무원사무처 법제국으로 개편하여 분리.[6]

### 역대 로고

2001년부터 2016년까지 사용된 법무부 로고

## 조직
| 실·국                 | 정책관·심의관실    | 담당관실·과 |
| 장관 산하 하부조직    | 장관 산하 하부조직 | 장관 산하 하부조직 |
| --------------------- | ------------------ | --- |
| 대변인실              | 대변인실           | 홍보담당관실 |
| 감찰관실              | 감찰관실           | 감찰담당관실ㆍ감사담당관실                                                                                              |
| 인사정보관리단        | 인사정보관리단     | 인사정보1담당관실ㆍ인사정보2담당관실                                                                                    |
| 장관정책보좌관실      |                    | |
| 차관 산하 하부조직    |                    | |
| 기획조정실            | 정책기획관실       | 기획재정담당관실ㆍ혁신행정담당관실ㆍ시설담당관실ㆍ정보화데이터담당관실ㆍ양성평등정책담당관실ㆍ형사사법공통시스템 운영단 |
| 기획조정실            | 비상안전기획관실   | |
|                       |                    | 운영지원과 |
| 법무실                | 법무심의관실       | 법무과ㆍ통일법무과ㆍ상사법무과ㆍ법조인력과                                                                              |
| 법무실                | 송무심의관실       | 국가소송과ㆍ행정소송과                                                                                                  |
| 검찰국                | 검찰국             | 검찰과ㆍ형사기획과ㆍ공공형사과ㆍ국제형사과ㆍ형사법제과                                                                  |
| 범죄예방정책국        | 범죄예방정책국     | 범죄예방기획과ㆍ보호정책과ㆍ치료처우과ㆍ보호관찰과ㆍ소년보호과ㆍ전자감독과ㆍ범죄예방디지털정책팀ㆍ소년범죄예방팀        |
| 인권국                | 인권국             | 인권정책과ㆍ인권구조과ㆍ인권조사과ㆍ여성아동인권과                                                                      |
| 국제법무국            | 국제법무국         | 국제법무정책과ㆍ국제법무지원과ㆍ국제투자분쟁과                                                                          |
| 교정본부              | 교정정책단         | 교정기획과ㆍ직업훈련과ㆍ사회복귀과ㆍ복지과                                                                              |
| 교정본부              | 보안정책단         | 보안과ㆍ분류심사과ㆍ의료과ㆍ심리치료과ㆍ마약사범재활팀ㆍ특별점검팀                                                      |
| 출입국·외국인정책본부 | 출입국정책단       | 출입국기획과ㆍ출입국심사과ㆍ체류관리과ㆍ이민조사과ㆍ이민정보과ㆍ외국인정보빅데이터팀                                    |
| 출입국·외국인정책본부 | 국적·통합정책단    | 외국인정책과ㆍ국적과ㆍ이민통합과ㆍ난민정책과ㆍ난민심의과                                                                |

### 소속기관
- 장관의 관장 사무를 지원하는 기관
  - 법무연수원, 국립법무병원, 북한인권기록보존소
- 장관의 소관 사무를 분장하는 기관
  - 지방교정청(교도소, 구치소), 소년원, 소년분류심사원, 보호관찰심사위원회, 보호관찰소, 위치추적관제센터, 출입국·외국인청, 출입국·외국인사무소, 외국인보호소, 출입국·외국인지원센터

### 소속 위원회

#### 행정위원회
| 위원회명           | 주관부처 | 설치근거                   | 비고 |
| ------------------ | -------- | -------------------------- | ---- |
| 보호관찰심사위원회 | 법무부   | 보호관찰등에관한법률 제5조 |      |

#### 자문위원회
| 위원회명                     | 주관부처 | 설치근거                                                | 비고 |
| ---------------------------- | -------- | ------------------------------------------------------- | ---- |
| 가석방심사위원회             | 법무부   | 형의 집행 및 수용자의 처우에 관한 법률 제119조          |      |
| 감찰위원회                   | 법무부   | 법무부감찰위원회규정 제1조                              |      |
| 공증인징계위원회             | 법무부   | 공증인법 제85조                                         |      |
| 국적심의위원회               | 법무부   | 국적법시행령 제28조                                     |      |
| 범죄피해구조본부심의회       | 법무부   | 범죄피해자보호법 제24조                                 |      |
| 범죄피해자보호기금운용심의회 | 법무부   | 범죄피해자보호기금법 제7조                              |      |
| 범죄피해자보호위원회         | 법무부   | 범죄피해자보호법 제15조                                 |      |
| 법교육위원회                 | 법무부   | 법교육지원법 제4조                                      |      |
| 법무부본부배상심의회         | 법무부   | 국가배상법 제10조                                       |      |
| 법무자문위원회               | 법무부   | 법무자문위원회 규정 제1조                               |      |
| 변호사시험관리위원회         | 법무부   | 변호사시험법 제14조                                     |      |
| 변호사징계위원회             | 법무부   | 변호사법 제92조                                         |      |
| 보안관찰처분심의위원회       | 법무부   | 보안관찰법 제12조                                       |      |
| 사면심사위원회               | 법무부   | 사면법 제10조의2                                        |      |
| 사법시험관리위원회           | 법무부   | 사법시험법 제14조                                       |      |
| 외국법자문사징계위원회       | 법무부   | 외국법자문사법 제40조                                   |      |
| 장애인차별시정심의위원회     | 법무부   | 장애인차별금지 및 권리구제 등에 관한 법률 시행령 제23조 |      |
| 주택임대차위원회             | 법무부   | 주택임대차보호법 제8조의2                               |      |
| 치료감호심의위원회           | 법무부   | 치료감호법 제37조                                       |      |

## 정원
법무부에 두는 공무원의 정원은 다음과 같다.
| 총계          | 총계                        | 787명 |
| ------------- | --------------------------- | ----- |
| 정무직 계     | 정무직 계                   | 2명   |
|               | 장관                        | 1명   |
|               | 차관                        | 1명   |
|               |                             |       |
| 별정직 계     | 별정직 계                   | 4명   |
|               | 고위공무원단                | 1명   |
|               | 3급 상당 이하 5급 상당 이상 | 1명   |
|               | 6급 상당 이하               | 2명   |
|               |                             |       |
| 일반직 계     | 일반직 계                   | 749명 |
|               | 고위공무원단                | 8명   |
|               | 3급 이하 5급 이상           | 296명 |
|               | 6급 이하                    | 443명 |
|               | 전문경력관                  | 2명   |
|               |                             |       |
| 경찰공무원 계 | 경찰공무원 계               | 2명   |
|               | 경정 이하                   | 2명   |
|               |                             |       |
| 검사 계       | 검사 계                     | 30명  |
|               | 검사 또는 고위공무원단      | 10명  |
|               | 검사                        | 20명  |

## 재정
총수입·총지출 기준 2023년 재정 규모는 다음과 같다.
| 구분               | 세입예산             | 작년 대비 증감 |
| ------------------ | -------------------- | -------------- |
| 일반회계           | 1조 3458억 3400만 원 | -0.73%         |
| 교도작업특별회계   | 648억 1500만 원      | +0.15%         |
| 범죄피해자보호기금 | 43억 4200만 원       | -0.73%         |
|                    |                      |                |
| 합계               | 1조 4149억 9100만 원 | -0.67%         |

| 구분               | 구분         | 세출예산             | 작년 대비 증감 |
| ------------------ | ------------ | -------------------- | -------------- |
| 일반회계           | 법무 및 검찰 | 4조 818억 150만 원   | +1.41%         |
| 교도작업특별회계   | 법무 및 검찰 | 665억 6200만 원      | -0.47%         |
| 범죄피해자보호기금 | 법무 및 검찰 | 827억 2100만 원      | +0.04%         |
|                    |              |                      |                |
| 합계               | 합계         | 4조 2310억 8450만 원 | +1.35%         |

## 같이 보기
- 외청
  - 검찰청
- 법무부 장관
- 법무부 차관
- 대한민국 법제처
- 대한민국 법원
- 대한민국 헌법재판소

### 내용주
1. 1 2 3 4 5 6  개방형 직위.
2. ↑  2명을 두며 1명은 고위공무원단 나등급에 속하는 별정직공무원으로, 나머지 1명은 3급 또는 4급 상당 별정직공무원으로 보한다.
3. 1 2 3  2026년 5월 31일까지 존속하는 한시조직.
4. ↑  2025년 6월 30일까지 존속하는 한시조직.
5. ↑  2023년 12월 31일까지 존속하는 한시조직.
6. ↑  한시정원 1명 포함.
7. ↑  사법연수원 부원장 1명 포함.

### 참조주
1. 1 2  「법무부와 그 소속기관 직제」 별표 6 및 별표 9
2. 1 2  기획재정부. “열린재정 > 재정연구분석 > 재정분석통계 > 예산편성현황(총수입)”. 《열린재정》. 2023년 1월 1일에 확인함.
3. 1 2  기획재정부. “열린재정 > 재정연구분석 > 재정분석통계 > 세목 예산편성현황(총지출)”. 《열린재정》. 2023년 1월 1일에 확인함.
4. ↑  법률 제1호
5. ↑  법률 제354호
6. ↑  법률 제552호